# Base de la Fuerza Aérea Edwards
La Base de la Fuerza Aérea Edwards (IATA: EDW, OACI: KEDW, FAA LID: EDW), (en inglés: Edwards Air Force Base) es una instalación de la Fuerza Aérea de Estados Unidos situada en California. La mayor parte de la base se encuentra en el Condado de Kern, pero su extremo este se halla en el Condado de San Bernardino y el brazo sur está en el Condado de Los Ángeles. El centro neurálgico de la base es Edwards. Establecida en 1930 con el nombre de Aeródromo de Muroc (Muroc Airfield), la instalación pasó a llamarse Aeródromo de Muroc del Ejército (Muroc Army Airfield) y finalmente en 1950 fue renombrado como Base de Muroc de la Fuerza Aérea (Muroc Air Force Base) en honor al piloto de pruebas y veterano del Cuerpo Aéreo del Ejército el Capitán Glen Edwards.
La base aérea de Edwards es la sede del Centro de Pruebas de la Fuerza Aérea, de la Escuela de Pilotos de Pruebas y del Centro de Investigación de Vuelo Armstrong de la NASA. También es la sede del Comando de Material, que es el encargado de apoyar la investigación y desarrollo de los vuelos, así como evaluar y experimentar con sistemas aeroespaciales desde el ámbito de la prueba de concepto hasta su puesta en marcha en combate. Igualmente alberga muchas actividades de prueba realizadas por la industria aeroespacial comercial de Estados Unidos.
De los acontecimientos más importantes acaecidos en Edwards están el vuelo de Chuck Yeager que rompió la barrera del sonido con el Bell X-1, los vuelos de prueba del North American X-15, los primeros aterrizajes del transbordador espacial, y el vuelo alrededor del mundo en 1986 por el Rutan Voyager.

## Historia general

### El entorno natural

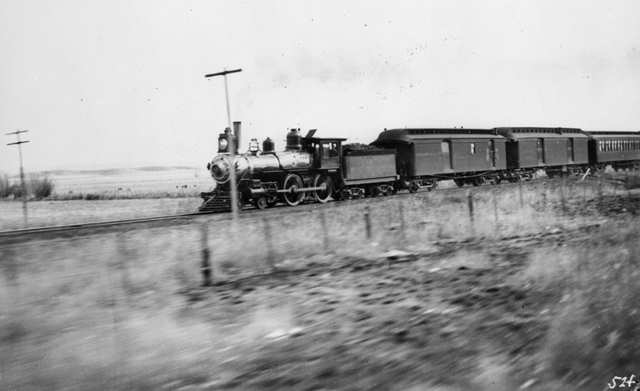
Tren de pasajeros del Pacífico Sur c. 1895.

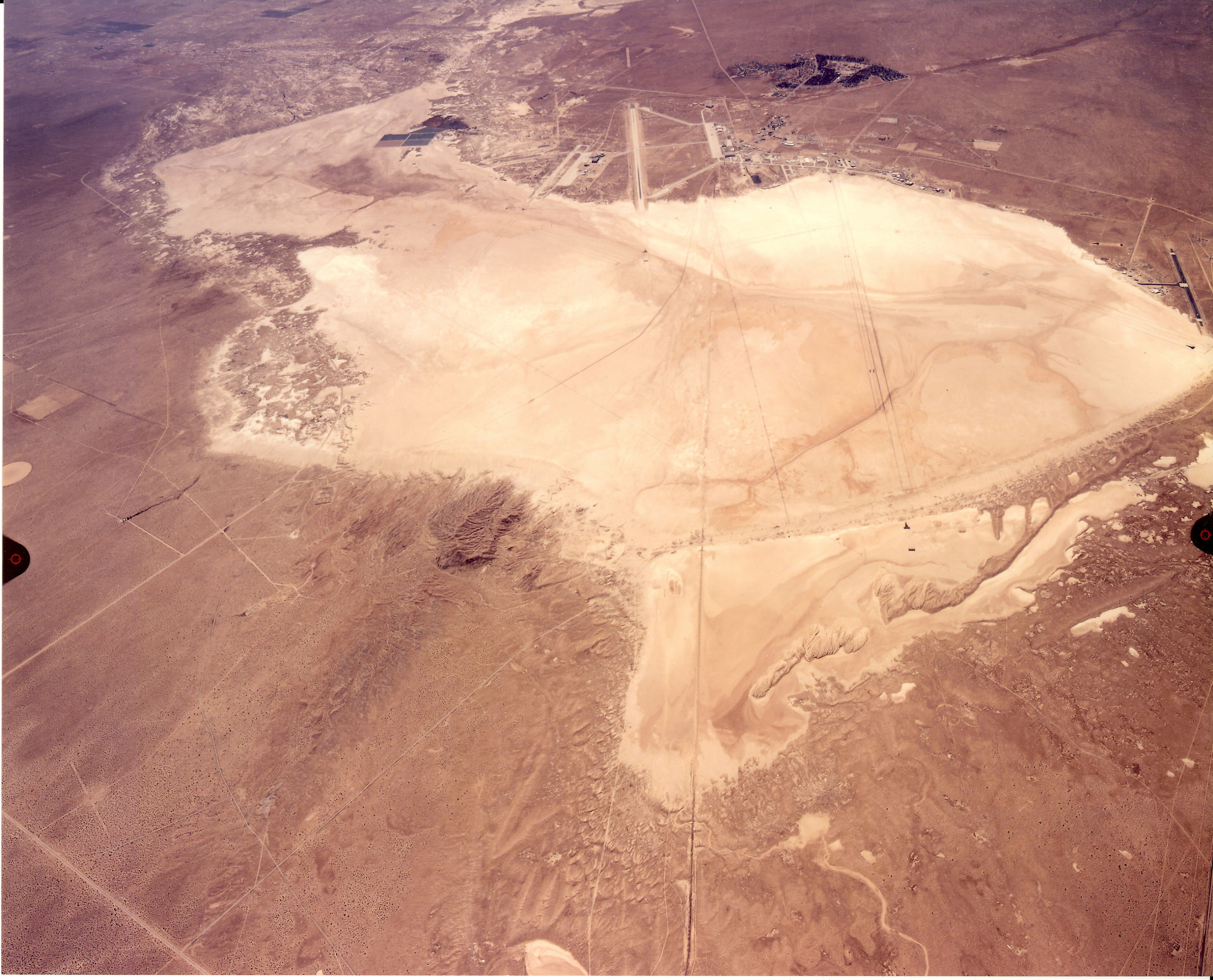
Vista aérea reciente del Lago Seco Rogers. En su orilla se encuentra la Base Aérea de Edwards y el Centro Dryden de Investigaciones de Vuelo de la NASA. El Lago Seco Rogers (también conocido como Lago Seco de Muroc), en la Base de Edwards, ha sido utilizado por el Ejército de Estados Unidos desde 1933 cuando un pequeño destacamento avanzado de la base de March Field de la reserva aérea en Riverside, vino a diseñar un Polígono de Bombardeo para el Cuerpo Aéreo del Ejército. La zona resultó ideal para el vuelo, con 350 días al año de condiciones meteorológicas favorables. Además, el lago proporcionaba un campo de aterrizaje de emergencia listo para sacársele partido. Cuatro años más tarde todo el Cuerpo Aéreo del Ejército realizó aquí maniobras de bombardeo y prácticas de tiro. El extremo sur del lago se utilizó durante la Segunda Guerra Mundial para entrenar a los pilotos de los cazas P-38 Lightning y a las tripulaciones de los bombarderos B-24 Liberator y B-25 Mitchell.

Hasta que no llegó el Ferrocarril del Pacífico Sur en 1876, el desierto de Mojave estaba principalmente poblado por buscadores ocasionales que vagaban sin cesar en busca de la escurridiza riqueza mineral. En 1882 el Ferrocarril de Santa Fe recorría una vía férrea hacia el oeste, desde Barstow hasta Mojave, y se construyó una estación de agua en el borde de un inmenso lecho seco de un lago, a unos 32 km al sureste de Mojave. La solitaria estación de agua era conocida simplemente como "Rod", y el lecho del lago se llamaba entonces Lago Seco Rodríguez (Rodríguez Dry Lake).
A principios de 1900 "Rodríguez" se anglicanizó en "Rodgers", y luego se acortó a "Rogers". Formado por primera vez en la época del pleistoceno y con una superficie extremadamente plana, lisa y similar al cemento, el lecho seco del lago Rogers es una playa, o lago pluvial, que se extiende a lo largo de 113 km², lo que la convierte en la formación geológica más grande del mundo. Su superficie de arcilla y limo reseco se somete a un ciclo atemporal de renovación cada año, ya que el agua de las lluvias invernales es barrida de un lado a otro por los vientos del desierto, alisándola hasta una planitud casi cristalina.

### Autosuficiencia
En 1910 la familia Corum (Ralph, Clifford y Effie Corum) construyeron una granja y se instalaron en el borde de este lecho del lago. Los Corum resultaron ser fundamentales para atraer a otros colonos y construir infraestructura en el entorno. Además de criar pavos y cultivar alfalfa, se encontraron también con otros hacendados, que pagaban una tarifa de 1 dólar por acre por la utilización de determinadas parcelas de terreno, ya bien sea porque eran de dominio público o porque eran tierras federales bajo propiedad del gobierno. Cuando esos colonos se trasladaron los hermanos Corum obtuvieron contratos para perforar pozos de agua y el desbrozado de tierras. También abrieron una tienda de ultramarinos y una oficina de correos.
Solicitaron que su oficina de correos llevase por nombre "Corum", aunque fue una idea que se les denegó debido a que también existía en California un asentamiento llamado Coram. Así que simplemente invirtieron la ortografía de su apellido de familia y lo llamaron "Muroc". Pequeñas granjas aisladas se asentaron en aquellos retoños durante los siguientes 20 años.

### Llegan los aviadores

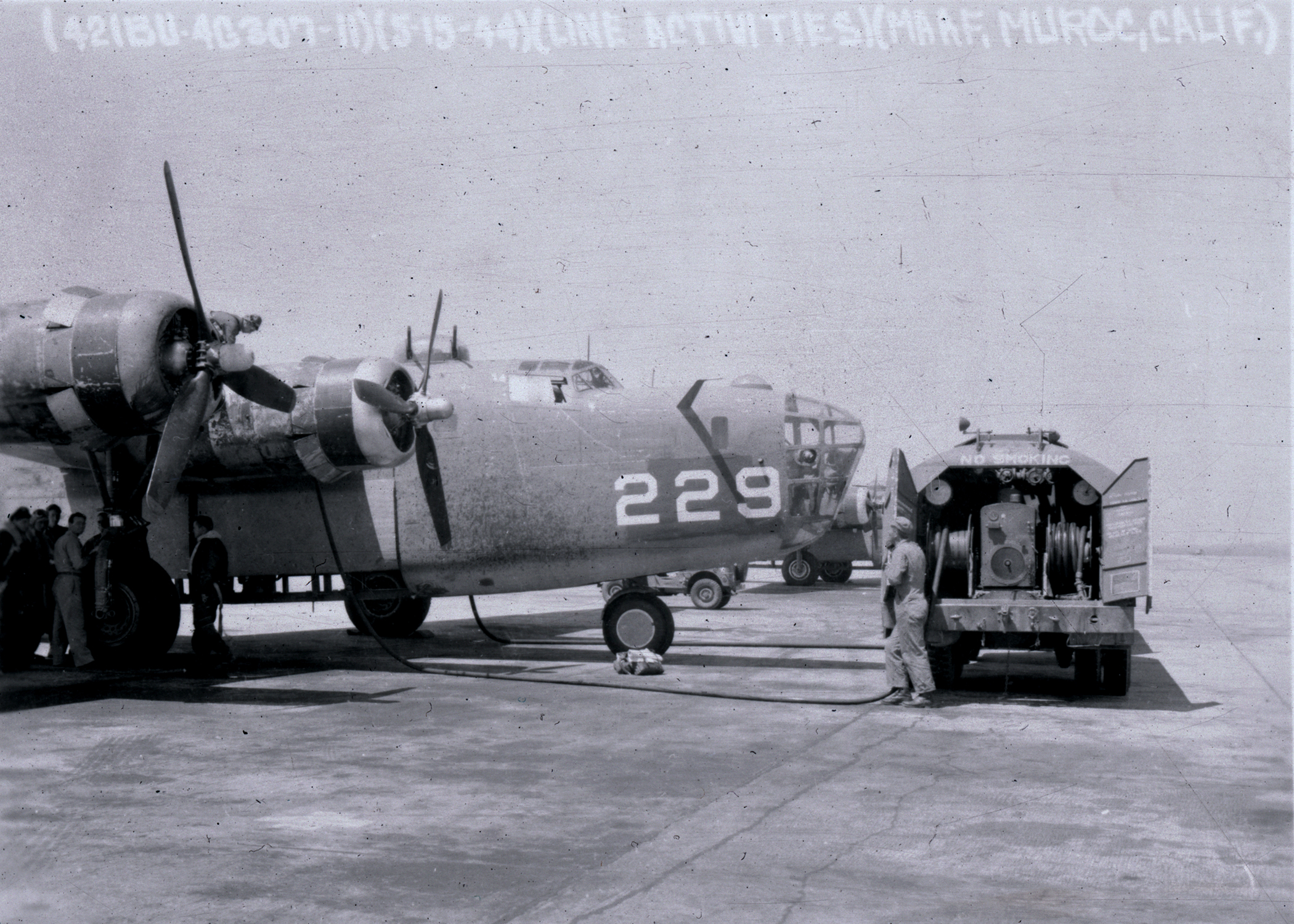
Varios B-24 estacionados en el Aeródromo de Muroc del Ejército, entre los años 1943 y 1944. Hoy en día se conoce como Base Aérea de Edwards. Muroc era una estación de parada para los bombarderos pesados antes de encaminarse hacia el Frente del Pacífico durante la Segunda Guerra Mundial.

Los primeros colonos no cayeron en la cuenta de que el lecho seco del lago Rogers era más que un mero páramo, al menos así lo veían ellos. Sin embargo, un aviador visionario, el Teniente Coronel Henry Harley Arnold, al mando de la base de March Field de la reserva aérea, lo vio como un "aeródromo natural" único en su tipo al cual podría sacársele partido, y que podía adquirirse sin costo para el contribuyente.
Consciente de que March Field estaba ubicado en una región de creciente auge demográfico en el Condado de Riverside, en Agosto de 1932 Henry Harley Arnold comenzó con la adquisición de determinados terrenos del Lago Seco Rogers, y que  estaban lo suficientemente alejados de zonas pobladas, con el fin de que pudieran ser utilizados por sus unidades como Polígono de Tiro y Bombardeo. La última porción de terreno no se adquirió hasta 1939. Este remoto recinto  de entrenamiento, y que a día de hoy es un pequeño enclave dentro de la actual Edwards, sirvió como centro operacional para los bombarderos y cazas del Cuerpo Aéreo del Ejército durante varios años.
Con la llegada de la Segunda Guerra Mundial surgió una base permanente para el entrenamiento de las tripulaciones de los vuelos de combate. En julio de 1942 se activó como un puesto separado y se designó como Base Aérea de Muroc del Ejército (Muroc Army Air Base).
A lo largo de los años de la guerra los B-24 surcaron los cielos de Muroc y los P-38 ametrallaron los objetivos en el polígono de tiro mientras las tripulaciones de los bombarderos y los pilotos de combate se preparaban para la batalla en el extranjero.

### Extrañas formas en el cielo
Mientras tanto, el desarrollo de la aviación militar en tiempos de guerra abrumó a la instalación de Wilbur Wright Field en Ohio con un inmenso volumen en pruebas de vuelo. Era necesario encontrar una ubicación remota con buena climatología de vuelo donde un nuevo avión de alto secreto pudiera someterse a pruebas de manera segura.
En la primavera de 1942 se eligió un punto a lo largo de la costa norte del lecho seco del lago Rogers, a unos nueve kilómetros de distancia de la base de entrenamiento en Muroc. Se construyeron un hangar de madera e instalaciones rudimentarias y, el 1 de octubre de 1942, el piloto de pruebas de la Bell Aircraft Corporation, Robert Stanley, levantó las ruedas del Bell XP-59A Airacomet de la enorme superficie plana del lecho seco del lago. La revolución del turborreactor había llegado. Al primer avión a reacción de Estados Unidos se unió poco después un segundo, el famoso Lockheed XP-80 Shooting Star.
A pesar de lo revolucionarios que fueron estos dos aviones de combate experimentales, las pistas naturales del lecho del lago les resultaron muy útiles. Los motores turborreactores de primera generación tenían la desagradable costumbre de incendiarse, y el Airacomet requería un recorrido de despegue extremadamente largo.
Durante los años de la posguerra, toda la primera generación de aviones a reacción de Estados Unidos, tanto de la Fuerza Aérea como de la Armada, se sometieron a pruebas en Muroc, y el gran lecho del lago sirvió como un refugio seguro para innumerables pilotos en apuros.
El éxito de estos programas atrajo un nuevo tipo de actividad de investigación a la base a finales de 1946. El Bell X-1 propulsado por cohetes, fue el primero de una larga serie de aviones experimentales diseñados para probar o refutar conceptos aeronáuticos, para poner a prueba las más desafiantes incógnitas del vuelo y resolver sus misterios.

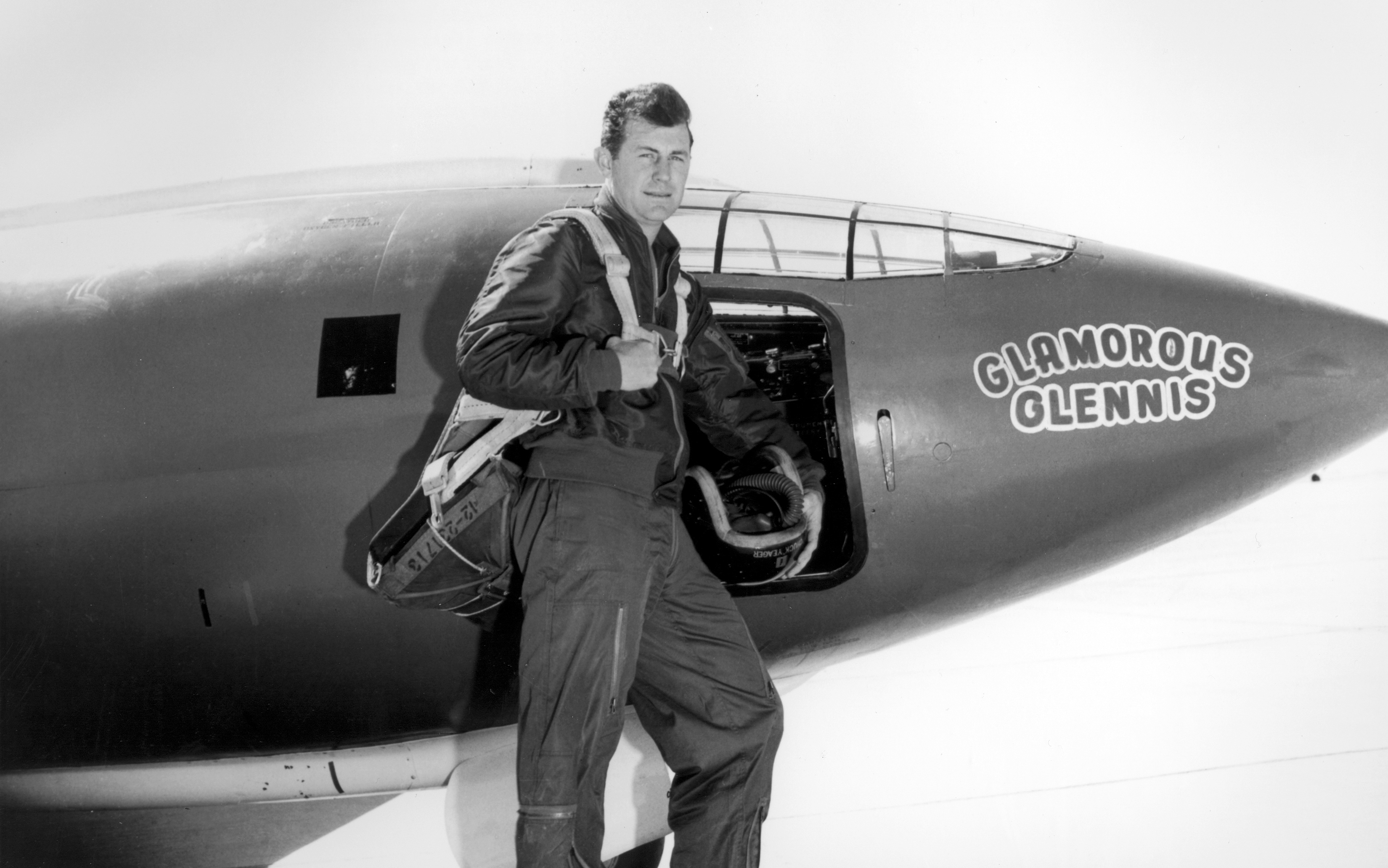
Chuck Yeager frente al Bell X-1, el primer avión en romper la barrera del sonido en vuelo nivelado.

El 14 de octubre de 1947, el Capitán Charles E. "Chuck" Yeager pilotó el pequeño avión en forma de bala y se convirtió así en el primer ser humano en superar la velocidad del sonido. Con el X-1, las pruebas de vuelo en Muroc comenzaron a asumir dos identidades distintas. Los programas de investigación altamente experimentales, como el Douglas X-3 Stiletto, el Northrop X-4 Bantam, el Bell X-5 y el Convair XF-92, normalmente se realizaron en conjunto con el Comité Asesor Nacional para la Aeronáutica (National Advisory Committee for Aeronautics, NACA) y se llevaron a cabo de manera metódica para responder preguntas en gran medida teóricas. Entonces, como ahora, la mayor parte de las pruebas de vuelo en Muroc se centraron en las evaluaciones de las capacidades de las aeronaves y los sistemas propuestos para el inventario operativo.
En diciembre de 1949, Muroc pasó a llamarse Base de Edwards la Fuerza Aérea en honor al Capitán Glen W. Edwards, que falleció un año antes en el accidente del YB-49 Flying Wing.
En ese momento, la base ya se había convertido en el centro reinante estadounidense en investigaciones de vuelo y el 25 de junio de 1951, este hecho finalmente se reconoció oficialmente cuando su comunidad de pruebas fue designada como Centro de Pruebas de Vuelo de la Fuerza Aérea de Estados Unidos, (United States Air Force Flight Test Center, AFFTC). Ese mismo año, la Escuela de Pilotos de Pruebas de la Fuerza Aérea (U.S. Air Force Test Pilot School) se trasladó a Edwards desde la base Wright Field en Ohio.
Su plan de estudios se centró en el campo tradicional de las pruebas de rendimiento y el campo relativamente nuevo de la estabilidad y el control, que repentinamente había adquirido una importancia crítica con los aumentos dramáticos en la velocidad que ofrecían los nuevos turborreactores.

### La edad de oro de las pruebas de vuelo
La década de 1950 fue un período notable en la historia de la aviación, y no hubo mejor evidencia de esto que lo que ocurrió en Edwards. Si el concepto parecía factible, o incluso simplemente deseable, se evaluó desde los cielos por encima de la extensa base de 301.000 acres.
Los aviones cohete experimentales, por ejemplo, continuaron expandiendo los límites de la alta velocidad y de las  fronteras estratosféricas.
Al comienzo de la década el X-1 de primera generación alcanzó Mach 1,45 (1,776.31 km/h) y 21.916 km de altitud, lo que representó la envolvente de vuelo. El D-558-II Douglas Skyrocket pronto superó estas marcas. En 1951, el piloto de pruebas de Douglas, Bill Bridgeman, hizo volar el cohete hasta una velocidad máxima de Mach 1,88 (2,303.08 km/h) y una altitud máxima de 22.706 km. Luego, en 1953, el piloto de pruebas del Cuerpo de Marines, el Teniente Coronel Marion Eugene Carl, pilotó el mismo avión a una altitud de 25.370 km.
El 20 de noviembre de 1951, Scott Crossfield, del Comité Asesor Nacional para la Aeronáutica, se convirtió en el primer hombre en alcanzar Mach 2 mientras pilotaba el Skyrocket a una velocidad de Mach 2.005 (2,456.213 km/h). Menos de un mes después, el Mayor Chuck Yeager superó este récord al pilotar el Bell X-1A de segunda generación a una velocidad máxima de Mach 2.44 (2,989.11 km/h) y, solo nueve meses después, el Mayor Arthur "Kit" Murray voló el mismo avión a un nuevo récord de altitud de 27.57 km.
Estos récords duraron menos de tres años. En septiembre de 1956, el Capitán Iven Kincheloe se convirtió en el primer hombre en elevarse por encima de los 30 km, mientras pilotaba el Bell X-2 a una altitud entonces notable de 38.5 km.

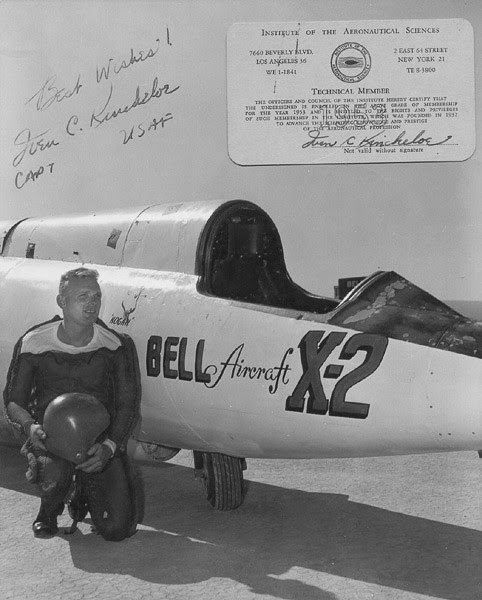
El 7 de septiembre de 1956, Iven Kincheloe pilotó el avión de investigación supersónico de gran altitud Bell X-2 propulsado por cohetes más allá de la atmósfera inferior de la Tierra, logrando un apogeo de 38 km de altitud, convirtiéndose en el primer hombre en superar los 30 km de altura en un avión tripulado.

Sólo unas semanas después pilotando el mismo avión, el 27 de septiembre, el capitán Mel Apt se convirtió en el primero en superar Mach 3 (3,675 km/h) acelerando a una velocidad de Mach 3,2 (3,920.1 km/h). Sin embargo, su momento de gloria fue trágicamente breve. Apenas unos segundos después de alcanzar la velocidad máxima, el X-2 cayó violentamente fuera de control y Mel Apt nunca pudo recuperarse.
Con la pérdida del X-2, la búsqueda de muchas de las respuestas a los enigmas del vuelo Mach a gran altura tuvo que posponerse hasta la llegada del más ambicioso de los aviones cohete: el North American X-15.
Mientras tanto, la revolución de los turborreactores había alcanzado un nivel alto en Edwards, ya que aviones como los famosos cazas "Serie Century": el F-100 Super Sabre, el F-102 Delta Dagger, el Mach 2 F-104 Starfighter, el F- 105 Thunderchief y el F-106 Delta Dart, hicieron que el vuelo supersónico pareciera casi algo común.
Incorporando muchos avances hechos posibles por los programas de investigación experimental, cada uno de estos aviones fue un logro tecnológico y, de hecho, como grupo, definieron las envolventes básicas de velocidad y altitud para los cazas, que aún están vigentes hasta el día de hoy.

### La era espacial
La década de 1960 marcó el comienzo de un nuevo énfasis en los vuelos espaciales. La Escuela de Pilotos de Prueba, por ejemplo, fue redesignada como Escuela de Pilotos de Investigación Aeroespacial a medida que avanzaba en el estudio de capacitar a futuros astronautas.
Muy por encima de la línea de vuelo, el X-15 comenzaba a explorar vuelos hipersónicos y exoatmosféricos. De hecho, en julio de 1962, se convirtió en el primer y, hasta ahora, el único avión en volar en el espacio cercano mientras se elevaba por encima de los  95.94 km, ganando alas de astronauta para su piloto, el Mayor Robert M. White. Con el Mayor William J. "Pete" Knight a los mandos el 3 de octubre de 1967, el altamente modificado X-15A-2 finalmente alcanzó una velocidad máxima de Mach 6,72 (8,232.30 km/h), que sigue siendo la velocidad más alta jamás alcanzada por un avión tripulado.
Si bien las actividades relacionadas con el espacio capturaron la imaginación del público, los pilotos de prueba en Edwards también continuaron expandiendo las fronteras del vuelo atmosférico en aerorreactores (también denominadas aeronaves de Propulsión a Chorro por Ducto), es decir, aquellos motores que utilizan el aire para la combustión, como el XB-70 Valkyrie, el YF-12 y el SR-71 Blackbird. El Valkyrie demostró ser capaz de sustentar operaciones de vuelo triple-sónicas a altitudes superiores a los 21.000 metros.
Mientras tanto, los misteriosos Blackbirds, actualmente descritas como aeronaves "Stealth” de primera generación, brindaron actuaciones aún más deslumbrantes mientras se desplazaban rutinariamente a velocidades superiores a Mach 3 (aproximadamente 3.600 km/h) y a altitudes muy por encima de los 24.000 metros.
Con el declive de la misión espacial militar tripulada a principios de los años 70, la Escuela de Pilotos de Investigación Aeroespacial fue nuevamente designada como Escuela de Pilotos de Prueba de la Fuerza Aérea. Este cambio fue más que simbólico. En base a una encuesta realizada a graduados universitarios que todavía están activos en el mundo de las pruebas de vuelo, la escuela de pilotos renovó por completo su plan de estudios para reflejar los principales cambios que se habían producido recientemente en el mundo aeroespacial.
La experiencia demostró que la proliferación de sistemas cada vez más sofisticados de aviónica, sensores y control de incendios sería una constante y que la supervisión de los programas de prueba modernos requeriría cada vez más fuertes habilidades de gestión. Por lo tanto, la escuela reemplazó su fase de estudios orientada al espacio con una batería completamente nueva de cursos centrados en pruebas de sistemas y gestión de experimentación.

### Los cielos modernos

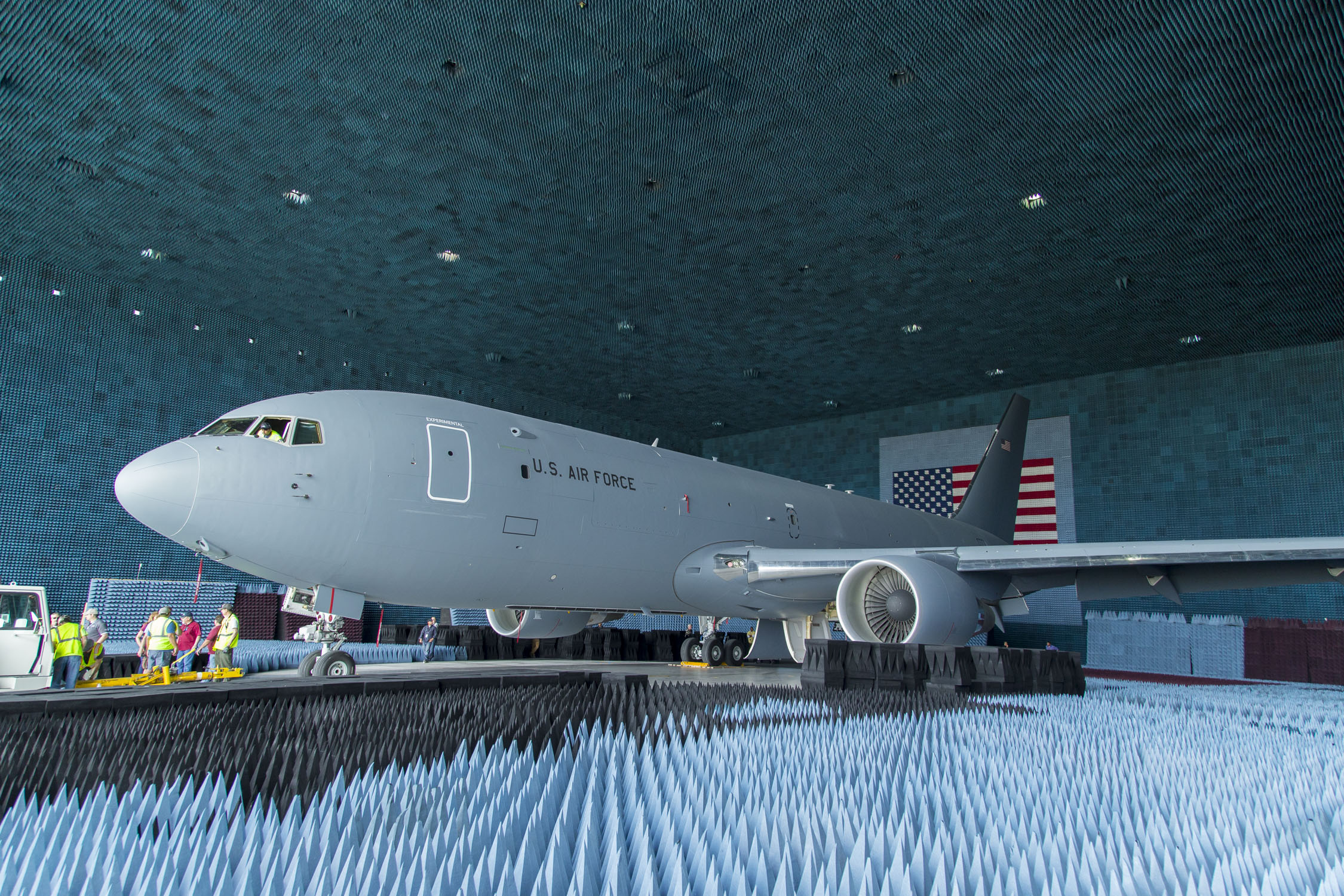
Un Boeing KC-46 Pegasus se carga en la plataforma giratoria de la Instalación Anecóica de Benefield para una serie de pruebas de aviónica en la Base Aérea de Edwards. La Instalación Anecóica de Benefield está operada por el 772 Escuadrón de Pruebas, es la cámara anecóica más grande del mundo y puede albergar una gran gama de aviones en su interior. Proporciona un espacio libre para que se puedan realizar pruebas de guerra electrónica sin interferencias de radiofrecuencia.

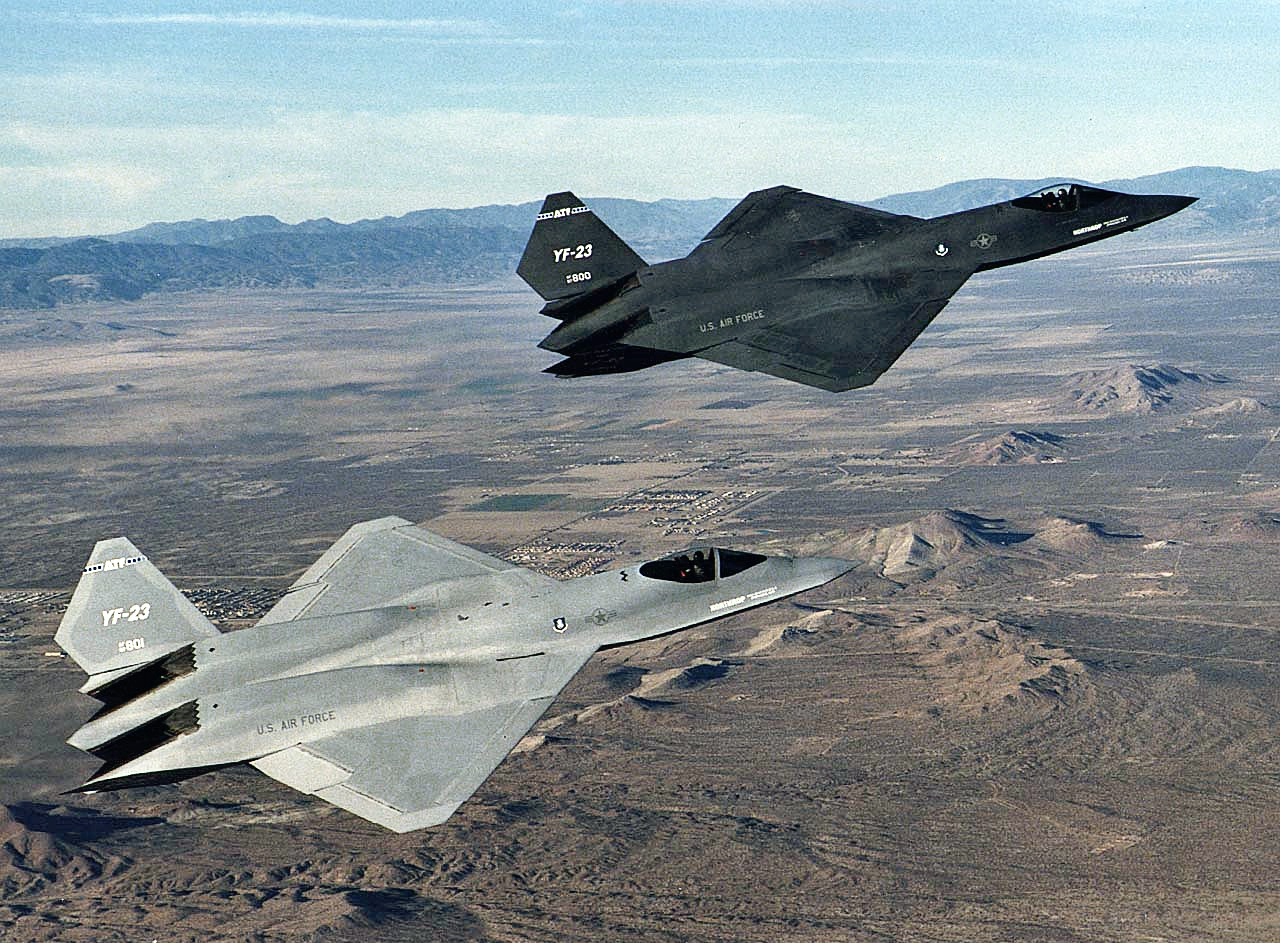
Dos YF-23 sobrevuelan el desierto de Mojave. Fueron apodados Gray Ghost (en primer plano), y Black Widow II.

En 1970 llegaron nuevos tipos de aeronaves: el F-15 Eagle con su motor avanzado y su sistema de extinción de incendios; el F-16 Falcon monomotor con su revolucionario sistema de control de vuelo "fly-by-wire"; y el B-1 Lancer con su multitud de sistemas ofensivos y defensivos altamente sofisticados.
Estos aviones confirmaron con creces la profecía sobre la importancia cada vez mayor de las pruebas e integración de sistemas. Además, pronto se introdujo otro importante elemento nuevo de complejidad en el proceso de prueba de vuelo.
Durante 1978 y 1979, en una ubicación remota, un piloto de pruebas del Centro de Pruebas de Vuelo de la Fuerza Aérea y un par de ingenieros de pruebas de vuelo participaron en una prueba de concepto con un prototipo de demostración tecnológica "poco observable" de la Lockheed, apodado "Have Blue". La realización exitosa de estas pruebas condujo inmediatamente al desarrollo de un nuevo avión de ataque subsónico que se denominó F-117A Nighthawk. Otra revolución aeroespacial, la revolución stealth, estaba en marcha.
La década de 1980 se abrió con uno de los episodios más dramáticos de toda la historia de Edwards.
A las 10:20 de la mañana del 14 de abril de 1981 las ruedas del transbordador espacial Columbia aterrizaron en el Lecho Seco del Lago Rogers. Los astronautas John Young y Robert Crippen lograron aterrizar con éxito el primer vehículo espacial en órbita que logró  abandonar la Tierra propulsado por cohetes y regresar en las alas de un avión. Había llegado la era de los vehículos espaciales reutilizables.
Mientras tanto, las pruebas de vuelo se habían convertido en un proceso notablemente complejo que condujo a una revolución similar en la capacidad del Centro de Pruebas de Vuelo para adquirir y procesar datos de vuelo. De hecho, la extraordinaria cantidad de costosas horas de vuelo requeridas para probar e integrar todos los nuevos sistemas bajo el método tradicional de "fly-by-wire" había obligado al Centro de Pruebas de Vuelo a repensar todo el enfoque de las pruebas. Por lo tanto, la década también vio el desarrollo de nuevas y sofisticadas instalaciones en Edwards que respondieron a los desafíos de las nuevas tecnologías.
La Instalación de Integración para las Pruebas de los Sistemas de Aviónica, la Instalación Anecóica de Benefield y la Instalación de Prueba, Evaluación, Modelado y Simulación, todas ellas forman parte del Complejo de Pruebas e Integración de Aviónica, permitieron la realización de pruebas y la integración de nuevos y complejos sistemas intensivos de software en tierra antes de que fueran probados en vuelo.
Los eventos espectaculares se han vuelto casi comunes en Edwards a lo largo de los años, pero siempre han representado solo una pequeña parte de la carga de trabajo del Centro de Pruebas de Vuelo. El trabajo principal siempre ha sido asegurar que las tripulaciones aéreas norteamericanas entren en combate con las aeronaves operativas más efectivas y confiables del mundo.
Las capacidades de las aeronaves existentes, como el F-15 y el F-16, se han perfeccionado y ampliado continuamente, incluso a medida que se desarrollan aeronaves y sistemas totalmente nuevos que incorporan tecnologías radicalmente nuevas para uso operativo futuro.
El F-15E de doble función, por ejemplo, se desarrolló en la década de 1980 y demostró una efectividad de combate verdaderamente notable en el conflicto del Golfo Pérsico a principios de 1990. El Sistema de Navegación a Baja Altitud y Designador de Blancos Infrarrojo de Uso Nocturno, o LANTIRN, revolucionó las operaciones de combate aire-tierra durante el mismo conflicto al negarle a su adversario el santuario de la noche que alguna vez fue reconfortante.
El final de 1980 también fue testigo de la llegada de la primera ala volante gigante que se elevó sobre la base en casi 40 años. La silueta delgada, las curvas compuestas y otras características poco observables del bombardero B-2 Spirit representaban la tecnología furtiva de tercera generación, después o stealth del SR-71 y el F-117.
Al nuevo bombardero, como mucho el avión más sofisticado y complejo jamás construido, pronto le siguió a principios de los 90 la llegada del YF-22A y el YF-23A, que pronto darían una nueva definición al término “superioridad aérea”.
Los dos prototipos de caza fueron los primeros aviones en combinar el sigilo con la agilidad y la capacidad de crucero supersónico de alta velocidad. El YF-22A fue seleccionado para convertirse en el nuevo caza táctico avanzado de la Fuerza Aérea después de efectuar un breve programa de demostraciones de pruebas de vuelo y validación en reducción de riesgos. Ahora llamado Raptor, el F-22A continúa sometiéndose a pruebas y evaluaciones en Edwards.
Un nuevo grupo de proyectos de investigación llegó a Edwards en la década de 1990. Global Hawk, un vehículo aéreo no tripulado que se ha utilizado ampliamente en Afganistán e Irak, realizó su primer vuelo en Edwards en febrero de 1998 y ha desempeñado un papel fundamental en la guerra de Estados Unidos contra el terrorismo. Los X-24, X-33, X-34 y X-38, una serie de nuevos cuerpos de elevación, demostradores de tecnología y modelos a media escala que podrían hacer que los vuelos espaciales, la investigación y el desarrollo sean más seguros y económicos, fueron probados aquí por la NASA.
El nuevo milenio trajo nuevos proyectos con impacto mundial. El X-35A y el X-32A, modelos que compiten para el programa Joint Strike Fighter, realizaron sus primeros vuelos en septiembre y octubre de 2000. El X-35A ganó la competencia en 2001 y eventualmente se construirían en varias versiones para las fuerzas armadas de Estados Unidos y también para las fuerzas aéreas de otros países. También son nuevos el Programa del Láser Aerotransportado y los Programas de los Vehículos Aéreos No Tripulados Predator.

### Actividades actuales en Edwards
Las pruebas de vuelo en Edwards han recorrido un largo camino desde que el primer XP-59A verde oliva despegó del lecho del lago hace más de 60 años. A lo largo de los años, la Fuerza Aérea de Estados Unidos y el mundo aeroespacial han seguido conociendo el futuro en los claros cielos azules sobre la base. Todos los aviones que ingresaron al inventario de la Fuerza Aérea, y muchos que no lo hicieron, han sido puestos a prueba en Edwards. Aquí también se han probado algunos aviones de la Armada y el Ejército.
Podría decirse que en esta base se han producido más hitos importantes en vuelo que en cualquier otro lugar del mundo. Las demandas de la Guerra Global contra el Terrorismo y el ritmo cada vez más acelerado del cambio tecnológico durante el último medio siglo han sido abrumadores, pero la comunidad de pruebas de vuelo de Edwards demuestra repetidamente su capacidad para adaptarse a estos cambios y dominar los muchos desafíos que imponen.
La revolución del turborreactor, la revolución espacial, la revolución de los sistemas y ahora la revolución de los sistemas de aeronaves no tripuladas han impuesto obstáculos aparentemente insuperables. Cada barrera, sin embargo, ha sido superada a través de una combinación de aptitud técnica, ingenio audaz y gestión hábil.
De hecho, la combinación única de recursos naturales, técnicos y humanos del Centro de Pruebas de Vuelo de la Fuerza Aérea lo ha transformado en algo mucho más que un beneficio para la Fuerza Aérea; es un bien nacional insustituible.

## Cronología histórica

### 18 de Mayo de 1910: Ralph y Clifford Corum, con la esposa y la hija de Clifford se instalan cerca de la actual Base Aérea de Edwards

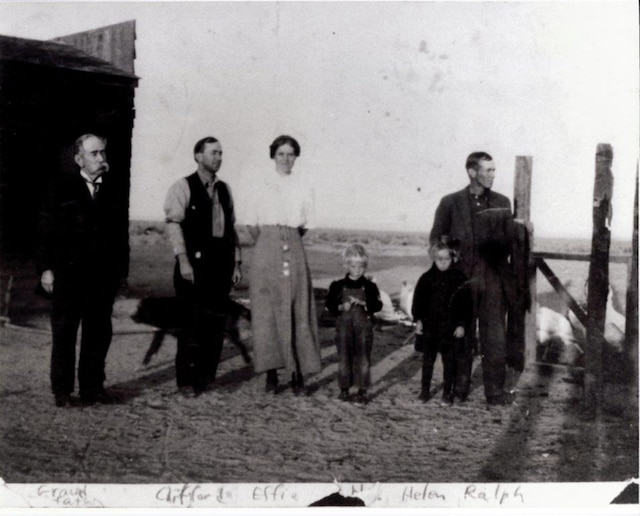
La familia Corum en 1910.

Dos hermanos, Ralph y Clifford Corum, con la esposa y la hija de Clifford, llegaron para establecerse en una media sección (160 acres) de terrenos a unos 4-6 km al sur de la estación de agua de Santa Fe. Los Corum fueron los primeros colonos conocidos en la esquina sureste del Condado de Kern. Clifford Corum se instaló en Los Ángeles como agente inmobiliario y recibió la recompensa del gobierno de 1 dólar por acre para construir nuevos asentamientos, mientras su hermano cavaba pozos poco profundos y limpiaba la tierra para los recién llegados. En unos pocos meses aproximadamente 300 colonos se habían establecido en un terreno que ahora se encuentra dentro de los límites actuales de la Base Aérea de Edwards. El acuífero local era alto, tal vez de seis metros, y comenzaron a aparecer pequeños campos de alfalfa, especialmente en las zonas del oeste y el sur del gran lago seco.
En 1910 Ralph y Clifford Corum solicitaron una oficina de correos en su asentamiento en el desierto alto de California. Sin embargo, según cuenta la historia, ya existía una oficina de correos de unos tales Corum en Illinois; de ahí que los Córum de California optaran por invertir las letras y llamar al lugar Muroc. Sin embargo, al investigar el asunto de Corum/Muroc, no se encuentra nada en Internet más que una oficina de correos con el nombre de Corum en Tennessee. Además, ¿qué pasa con todos los lugares llamados Columbus?. Sólo se observa que el Muroc de los Corum existió oficialmente desde 1910 hasta 1951. Ahora es parte de la Base Aérea Edwards (originalmente conocida como Base de Muroc de la Fuerza Aérea).
La inmensidad del lugar alentó a que se celebrase la Gran Carrera “Mano a Mano” de 1932 en el Lago Seco de Muroc, que comenzó con una fiesta en la casa de Al Jolson en Beverly Hills. Phil Berg, gerente comercial de Clark Gable y Gary Cooper, estuvo allí con su modelo Duesenberg J de 1931. Zeppo y Chico Marx aparecieron en su Mercedes S Boattail Roadster de 1927, sin duda su supercargador emitió un chillido apropiado al llegar a la carrera. Chico Marx, que nunca dejaba pasar una buena apuesta, y tampoco las malas, desafió a Berg a una carrera de 10.000 dólares, con Muroc finalmente (y sensatamente) seleccionado como lugar del encuentro.
Llegó el día señalado, cuatro autobuses alquilados y al menos un avión pilotado por celebridades trajeron a 200 famosos de Hollywood como invitados. Se corrió la voz, y quizás mil personas corrientes y ordinarias también aparecieron. La apuesta inicial de 10.000 dólares creció con apuestas paralelas a unos 25.000 dólares. La carrera era un círculo de 8 km que había que recorrer tres veces y los vehículos alcanzaron velocidades de 177 km/h.
Al final, el Duesenberg terminó muy por delante y Chico Marx perdió su apuesta. La fama que adquirió Muroc en el mundo del cine de Hollywood continuó en 1936 cuando Metro-Goldwyn-Mayer grabó escenas allí  (en lugar de en el salar de Bonneville) para la película Speed de 1936.

### 17 de diciembre de 1910: Se establece la oficina de correos de CORUM-MUROC
El Departamento de la Oficina Postal de Estados Unidos estableció una oficina de correos de cuarta clase en una tienda de ultramarinos en la granja de los hermanos Corum y nombró a Clifford Corum como director de correos. Debido a que ya existía una oficina postal en Coram (California), el departamento rechazó el nombre de "Corum" y en su lugar aceptó "Muroc" (Corum escrito al revés). Con el nombre recién acuñado de "Muroc" que se le dio a la oficina de correos y al asentamiento local, tal vez fue inevitable que la gran playa pluvial pronto comenzara a llamarse "Lago Seco de Muroc".

### 22 de octubre de 1935: Formación del Polígono de Tiro y Bombardeo de Muroc

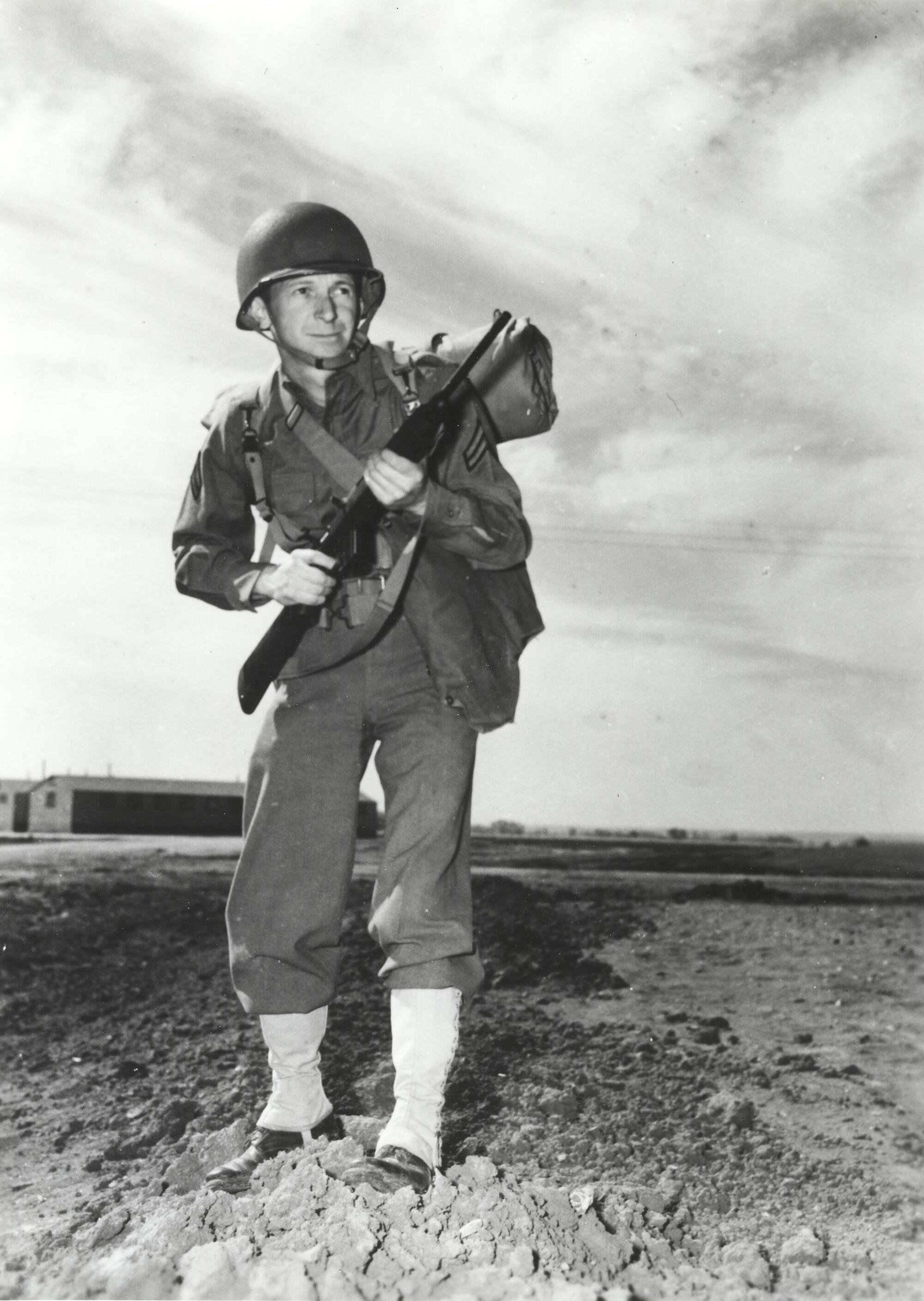
Soldado del Ejército de Estados Unidos en el Polígono de Tiro y Bombardeo de Muroc.

El propio Henry Harley Arnold, del Ejército de Estados Unidos, al mando de la 1.ª Ala del Cuartel General de la Fuerza Aérea en March Field (encargada de defender la costa oeste y Alaska), expuso ante el Comité Militar de la Cámara los terrenos y los recursos adicionales necesarios para completar el Polígono de Tiro y Bombardeo de Muroc, (como se dijo anteriormente, es en agosto de 1932 cuando Henry Harley Arnold empezó a establecer las bases con ideas y propuestas para que pusiera en marcha la construcción de un nuevo Polígono de Tiro y Bombardeo en el lecho seco del lago de Muroc). Además de los 38.720 acres de terreno que actualmente pertenecen al gobierno federal, se necesitaban 30.000 acres pertenecientes al Ferrocarril del Pacífico Sur y 12.526 acres de parcelas de terreno que eran de propiedad privada para el uso completo y la seguridad de las instalaciones del campo de tiro. 
El costo total del terreno adicional sería de 130.000 dólares. También se requirieron de otros 50.000 dólares para mejoras físicas, incluido un apartadero para el ferrocarril, instalaciones para el almacenamiento de combustible, alojamientos permanentes para el personal del polígono y estaciones de triangulación para medir la precisión de los bombardeos.
En la tarde del 7 de diciembre de 1941, el 41.er Grupo de Bombardeo y el 6º Escuadrón de Reconocimiento se trasladaron a Muroc desde el Aeródromo del Ejército de Davis-Monthan situado en Arizona, con una colección de B-18 Bolos, B-25 Mitchells y un A-29 Hudson. En Nochebuena, el 30º Grupo de Bombardeo y el 2º Escuadrón de Reconocimiento llegaron desde la Base Aérea del Ejército de Nueva Orleans (Luisiana), para el entrenamiento de su tripulación. El 23 de julio de 1942, el Polígono de Tiro y Bombardeo de Muroc, Lago de Muroc (Muroc Bombing and Gunnery Range, Muroc Lake) en California, fue designado como un puesto separado. El nombre de la instalación en ese momento era "Base Aérea del Ejército, Lago de Muroc" (Army Air Base, Muroc Lake).
En la primavera de 1942, después de examinar una serie de lugares en todo el país, se eligió un punto a lo largo de la costa norte del lecho seco del lago Rogers, en la estación del desierto de Mojave, a unos nueve kilómetros de distancia de la base de entrenamiento en Muroc. Este punto fue elegido como posición aislada para probar el primer avión a reacción de Estados Unidos, el supersecreto caza a reacción Bell Aircraft P-59 Airacomet.
Mientras tanto, el desarrollo de la aviación militar en tiempos de guerra abrumó a la instalación de Wilbur Wright Field en Ohio con un inmenso volumen de pruebas de vuelo, esto ayudó a impulsar la búsqueda de un espacio nuevo y aislado donde un avión de "Alto Secreto" pudiera someterse a pruebas "lejos de miradas indiscretas". La necesidad urgente de completar el programa P-59 sin demora impulsó a buscar una ubicación que contara con buena climatología de vuelo durante todo el año, y los riesgos inherentes de la nueva tecnología radical mostrados en el avión dictaminó la necesaria elección de un campo de aterrizaje que fuera espacioso.

### 21 de junio de 1940: Polígono de Tiro de Muroc activado oficialmente

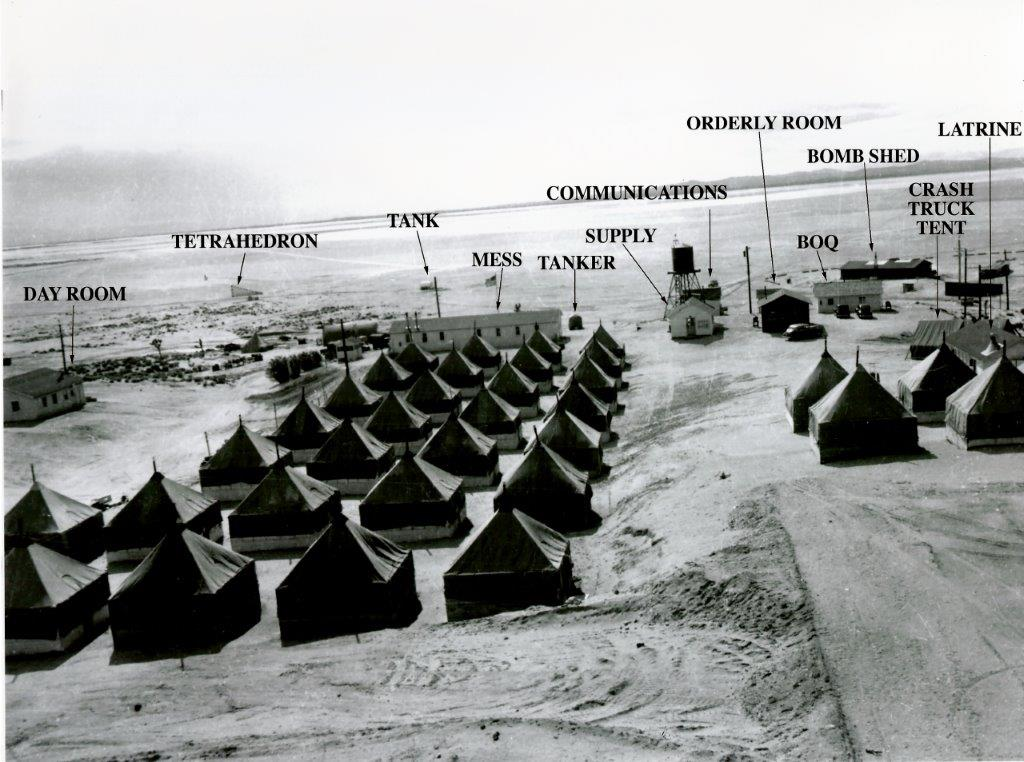
Tiendas de campaña en el Polígono de Tiro y Bombardeo de Muroc.Day Room (sala de esparcimiento),Tank (Tanque), Mess (comedores), Tanker (cisterna), Supply (abastecimiento), Communications (comunicaciones), Orderly Room (oficina), Bomb Shed (refugio antiaéreo), BOQ (Bachelor Officer Quarters), Latrine (letrina).

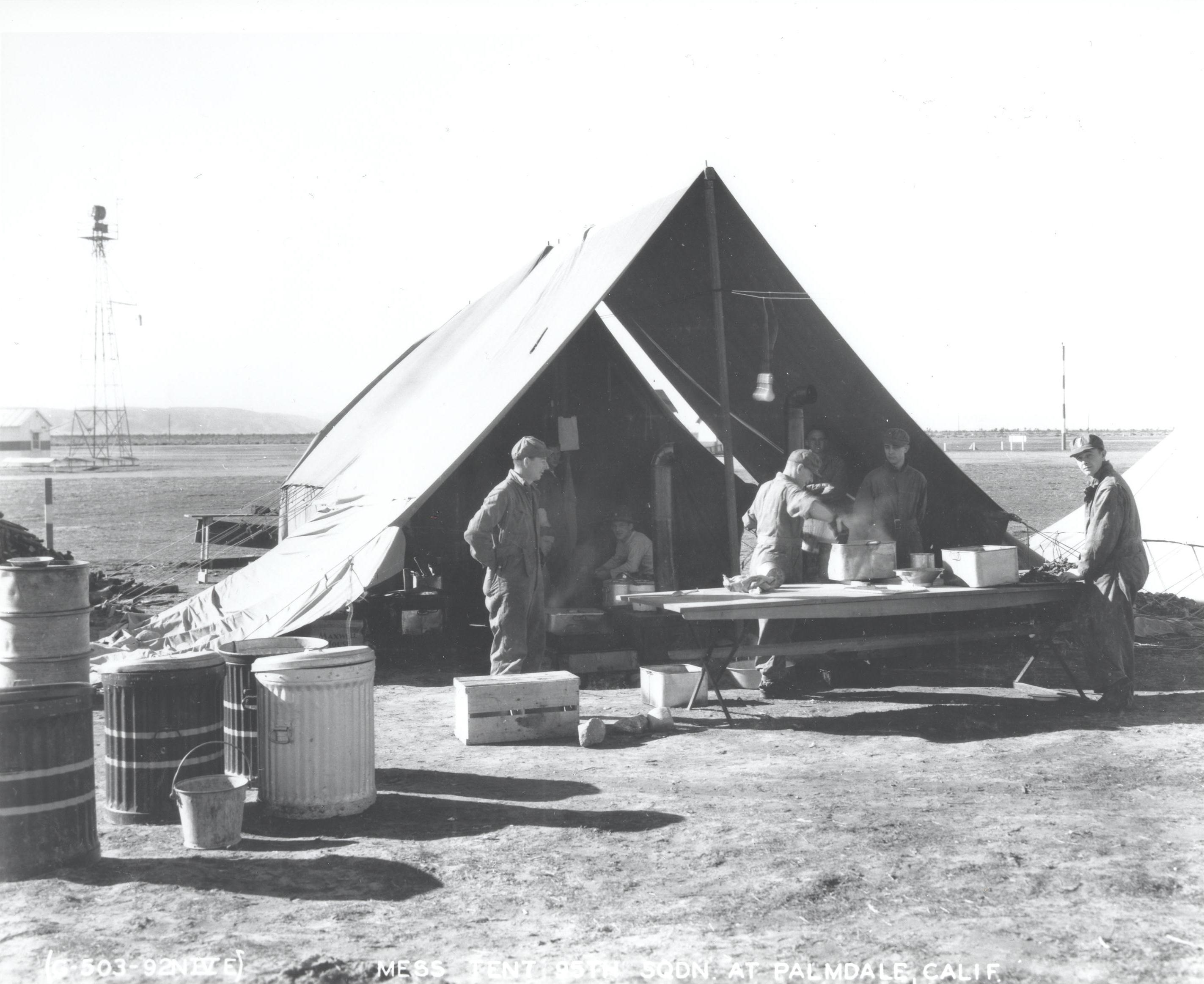
Destacamento de March Field en las tiendas de campaña instaladas en el Polígono de Tiro y Bombardeo de Muroc.

El Polígono de Tiro y Bombardeo de Muroc se activó oficialmente el 21 de junio de 1940, aunque había estado en uso continuo desde septiembre de 1933. En ese momento la instalación del Ejército estaba concentrada en la orilla este del lecho del lago. Consistía únicamente en un edificio de madera, varias tiendas de campaña y una torre de agua de madera. Estaba operado por un destacamento de aproximadamente 20 hombres de March Field.
En la tarde del 7 de diciembre de 1941, el 41.er Grupo de Bombardeo y el 6º Escuadrón de Reconocimiento se trasladaron a Muroc desde el aeródromo del ejército de Davis-Monthan (Arizona), con una colección de B-18 Bolos, B-25 Mitchells y un A-29 Hudson. En Nochebuena, el 30º Grupo de Bombardeo y el 2º Escuadrón de Reconocimiento llegaron desde la Base Aérea del Ejército de Nueva Orleans (Luisiana), para el entrenamiento de su tripulación. El 23 de julio de 1942, el Polígono de Tiro y Bombardeo de Muroc, Lago de Muroc (California), fue designado como un puesto separado. El nombre de la instalación en ese momento era "Base Aérea del Ejército, Lago de Muroc".
Muroc se utilizó inicialmente para el entrenamiento de la Unidad Operativa del Comando de Bombarderos IV. El Mitchell y el A-20 Havoc se entrenaron en la estación a principios de 1942. El entrenamiento brindó a los pilotos recién graduados de ocho a doce semanas de entrenamiento como un equipo utilizando el mismo avión que usarían en combate. En 1942, la misión de entrenamiento se transfirió al IV Comando de Combate, con instrucción en los P-38 Lightning para los Grupos de Combate 78 y 81. En 1943, el 360 Comando de Combate y el 382 Grupo de Bombardeo fueron asignados permanentemente a Muroc para el entrenamiento del personal de reemplazo para el Lightning y el B-24 Liberator.

### 10 de septiembre de 1940: Construcción del Aeródromo del Ejército de Muroc
Como reflejo de la acumulación militar general de la nación en vísperas de la Segunda Guerra Mundial, comenzó la construcción de instalaciones para el alojamiento temporal y un edificio administrativo para el polígono de tiro. Durante las próximas semanas el trabajo comenzó con los barracones, un centro médico, depósitos de artillería, un ramal ferroviario y servicios públicos asociados. La Cuarta Fuerza Aérea también autorizó la edificación de varias instalaciones para diversos roles y una pista de aterrizaje de superficie dura adyacente al lecho del lago. Esto marcó el comienzo de las instalaciones permanentes en la orilla occidental del lecho seco del lago de Muroc, que finalmente llegó a conocerse como Base Sur.

## Historia ampliada y orígenes de la Base Aérea de Edwards

### Unidades asignadas

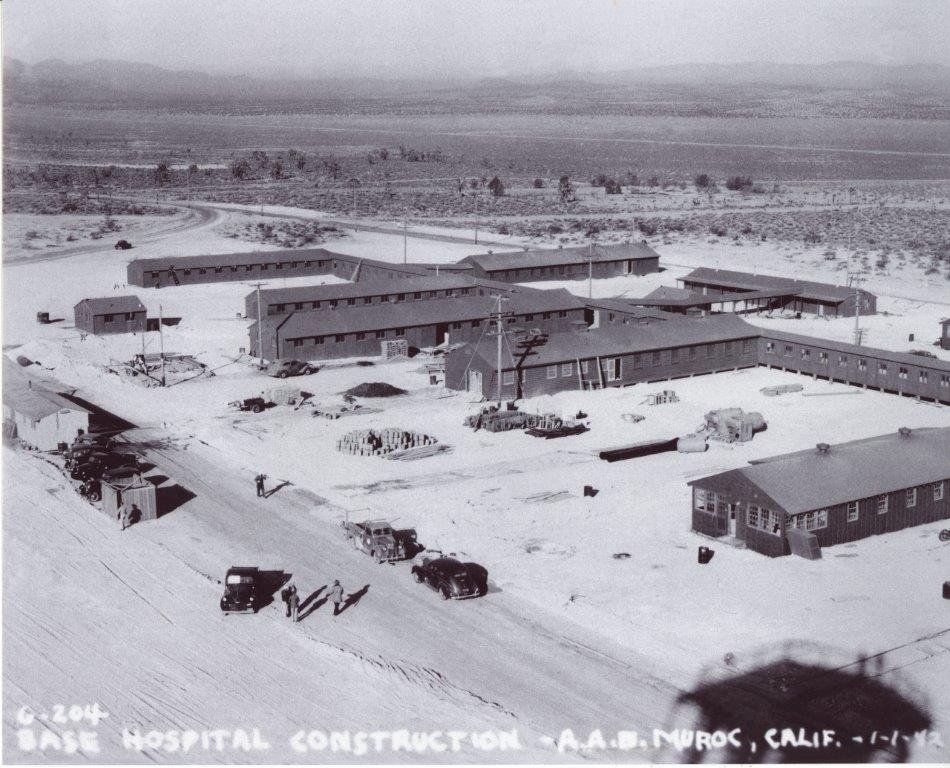
Aeródromo de Muroc del Ejército. Construcción del hospital de la base.

Como base militar, Edwards se remonta a 1931-1933, cuando el Coronel Henry Harley Arnold era Comandante de March Field, en Riverside (California), a unos 128 km al sur de la Base del Desierto de Mojave (o sea, Muroc).
Mientras se hallaba en la búsqueda de un polígono de ametralladoras aéreas y de bombardeo para el Cuerpo Aéreo del Ejército, Hap oyó hablar del Lago Seco de Muroc. Él y el Capitán Ira C. Eaker hicieron un viaje a Muroc para efectuar un reconocimiento visual y tomar la  determinación de informarse respecto a la tenencia y propiedad de los terrenos. Se constató que el gobierno era propietario de la mayor parte de los terrenos, los cuales representan en la actualidad el Lago Seco Rogers y el área desértica situada al este del lago.
En octubre de 1935, cinco hombres, bajo el mando del Sargento Fogelman, fueron trasladados en avión a Muroc desde March Field por el 19º Grupo de Bombardeo. Cuando llegaron montaron tiendas de campaña y después colocaron dianas circulares sobre el terreno para que sirviesen como objetivos para prácticas de bombardeo en el desierto. Durante los siguientes dos años los aviones se desplazaban de un lado a otro entre el Lago Seco de Muroc y March Field en donde las tripulaciones efectuaban prácticas de bombardeo.
La primera gran actividad aérea ocurrió en Muroc en 1937 cuando todo el Cuerpo Aéreo del Ejército participó en una maniobra a gran escala. A partir de entonces el polígono de bombardeo creció en tamaño y los derechos de arrendamiento se traspasaron del gobierno al Cuerpo Aéreo del Ejército en 1939. En la tarde del 7 de diciembre de 1941 el 41.er Grupo de Bombardeo y el 6º Escuadrón de Reconocimiento se trasladaron a Muroc. En vísperas de Navidad, el 30º Grupo de Bombardeo y el 2º Escuadrón de Reconocimiento también llegaron para el entrenamiento de su tripulación. La designación ”Polígono de Tiro y Bombardeo de Muroc, Lago de Muroc, California”, como un puesto separado, tuvo lugar el 23 de julio de 1942. El nombre oficial de la base en ese momento era "Base Aérea del Ejército”, Lago de Muroc.
Con la llegada del avión a reacción Bell P-59 Airacomet la estación del desierto de Mojave fue elegida como lugar aislado para probar estos aviones súper secretos. El primer avión llegó el 21 de septiembre de 1942, las pruebas en tierra se pusieron en marcha cinco días después y se realizó un primer vuelo en Septiembre cuando el P-59 se elevó a 3.000 metros de altitud durante 80 km en las pruebas de rodaje.
No obstante, el primer vuelo oficial fue el 1 de Octubre de la mano del personal de la NACA, la Oficina Naval de Aeronáutica, la Real Fuerza Aérea, el Ejército, la Bell y General Electric.
Las pruebas de aeronaves continuaron en esta "Base Aérea del Ejército" del desierto durante los restantes años 42 y 43. Poco después, el 8 de noviembre de 1943, el nombre de la base se cambió por el de Aeródromo de Muroc del Ejército, Muroc (Muroc Army Air Field, Muroc).
En el Otoño de 1944 la Octava Fuerza Aérea realizó pruebas aquí para determinar qué tan bien resistían los cazas convencionales contra los aviones a reacción. Los resultados eran obvios. Además, en octubre de 1944 un pequeño destacamento llegó al Aeródromo de Muroc del Ejército para realizar trabajos experimentales en el lanzamiento de cohetes y alcanzaron tal éxito que dichas actividades se prolongaron durante la mayor parte de 1945.
El 16 de octubre de 1945 la Cuarta Fuerza Aérea cedió el mando del Aeródromo de Muroc del Ejército al Comando Aéreo de Servicio Técnico, y este último se convirtió en 1946 en el Comando Aéreo de Material. El trabajo de prueba con el Lockheed P-80 estuvo en el centro de atención durante la mayor parte de 1945.
El XP-81 y el XP-84 llegaron al Aeródromo de Muroc del Ejército en 1946 para realizar pruebas. Era obvio incluso, en esta etapa embrionaria del desarrollo de la base, que la estación del desierto de la Fuerza Aérea del Ejército estaba destinada a ser un campo de pruebas para los aviones y un lugar de experimentación para los aviones experimentales.
El 14 de octubre de 1947 se vislumbraron más pruebas de lo que vendría a continuación cuando el Capitán Charles E. Yeager, pilotó el Bell X-1, un avión de investigación experimental propulsado por cohetes, alcanzando una velocidad de 1.200 kilómetros por hora, consiguiendo así romper la barrera del sonido por primera vez. Cuatro meses después, el 12 de febrero de 1948, el Aeródromo de Muroc del Ejército fue redesignado como Base de Muroc de la Fuerza Aérea. Las unidades adjuntas o asignadas en ese momento eran el 4144th Air Force Base Unit el 3208th Strato Bomb Test Squadrom, el AAOS y el destacamento meteorológico. El 28 de agosto de 1948, la 4144th Air Force Base Unit pasó a llamarse 2759th Air Force Base y se volvió a designar el 20 de mayo de 1949 como 2759th Experimental Wing, formada por dos grupos y dos escuadrones.
Los comandantes de la base del desierto para pruebas de aeronaves y entrenamiento de la tripulación de bombarderos fueron (hasta el momento en que se llamó Base de Edwards de la Fuerza Aérea): el Mayor Glenn L. Arbogast, el Teniente Coronel Frank D. Gore, el Coronel Robert O. Cork, el Coronel Ralph A. Snavely, el Coronel Gerald E. Hoyle, el Coronel Warren E. Maxwell, el Coronel Signa A. Gilkey, y el General de Brigada Albert Boyd.
Durante el tiempo en que el Coronel Signa A. Gilkey estuvo al mando de la instalación del Desierto de Mojave, trabajó incansablemente en un plan maestro para el desarrollo ordenado de una actividad de prueba de vuelo. Aunque no se resolvió hasta varios años después, una de sus principales preocupaciones era la eliminación de la vía férrea Atchison, Topeka y Santa Fe, así como las "excavaciones de lodo" comerciales o "minas de lodo" del Lago Seco Rogers. En un breve plazo, el Coronel Gilkey reconoció que los aviones más grandes y rápidos requerirían toda el área del lago para aterrizar, realizar pruebas de rodaje y para casos de emergencias.
El General de Brigada Albert Boyd siguió al Coronel Gilkey, asumiendo el mando de la base del desierto el 7 de septiembre de 1949. El General Boyd tenía una larga experiencia en pruebas de vuelo y había sido Jefe de la División de Pruebas de Vuelo del Comando Aéreo de Material en la Base de Wright-Patterson, antes de venir al desierto de Mojave. Estaba bien informado sobre los requisitos para mejorar las instalaciones de pruebas de vuelo y, a pesar de las reducciones en la postura de la Defensa Nacional de aquel entonces, siguió adelante con el Plan Maestro iniciado por el Coronel Gilkey. El General Boyd heredó una base considerablemente deteriorada. Pero el 7 de noviembre de 1949, el 804º Batallón de Ingenieros de Aviación llegó aquí desde Camp Gordon (Georgia), para rehabilitar la base principal en el borde suroeste del Lago Seco Rogers.
La Base de Muroc de la Fuerza Aérea se convirtió en la Base de Edwards de la Fuerza Aérea (Muroc) el 8 de diciembre de 1949 en honor del Capitán Glen W. Edwards, de Lincoln (California), que murió aquí cuando su avión experimental YB-49 Flying Wing se estrelló durante una prueba de vuelo el 5 de junio de 1948. Desde el momento en que se nombró como Base de Edwards de la Fuerza Aérea, los registros de velocidad y altitud comenzaron a acumularse a medida que se desarrollaban nuevos aviones y la base comenzó a construirse y expandirse a pasos agigantados. Probablemente una gran parte de este crecimiento se debió a la proximidad de los fabricantes de aeronaves de la Costa Oeste. Sin embargo, una parte se debió a una decisión tomada en 1941 para construir una instalación de pruebas para misiles cautivos en la base.
La necesidad de una instalación estática para probar los motores de cohetes de gran potencia fue descubierta por primera vez en 1946 por el Power Plant Laboratory de la base aérea de Wright-Patterson. Fue decisión suya que dicha instalación tendría que ser propiedad del gobierno para evitar que cualquier contratista obtuviera ventajas exclusivas en los contratos de la Fuerza Aérea para las plantas con cohetes de alto empuje, y eliminaría las costosas duplicaciones de instalaciones similares por diferentes fabricantes. Leuhman Ridge fue la ubicación que seleccionó en 1947, situado al este del Lago Seco Rogers en la Base de Edwards de la Fuerza Aérea. La construcción comenzó en noviembre de 1949 en lo que se convertiría en la Estación Experimental para Pruebas con Motores de Cohetes.